# Juan Arremón

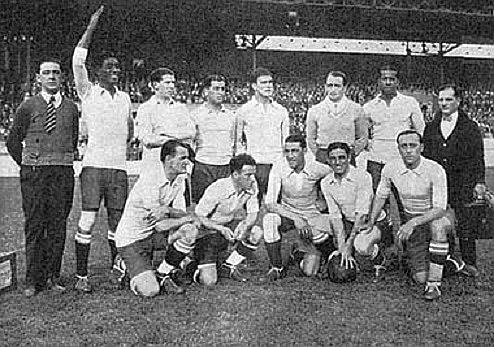

Juan Pedro Arremón (Montevideo, 8 de febrer de 1899 – ibídem, 15 de juny de 1979) fou un destacat futbolista uruguaià dels anys 1920. Va competir als Jocs Olímpics d'estiu de 1928 en representació del seu país.
Pel que fa a clubs esportius, Arremón va ser jugador del CA Peñarol durant el període 1919-1931. Amb la selecció de futbol de l'Uruguai va guanyar la medalla d'or als Jocs Olímpics d'estiu de 1928, portant la samarreta blau cel durant 14 partits, durant els quals va marcar un gol.
Ja retirat, va ser entrenador del CA Peñarol el 1943.